# Retrato de la clase obrera

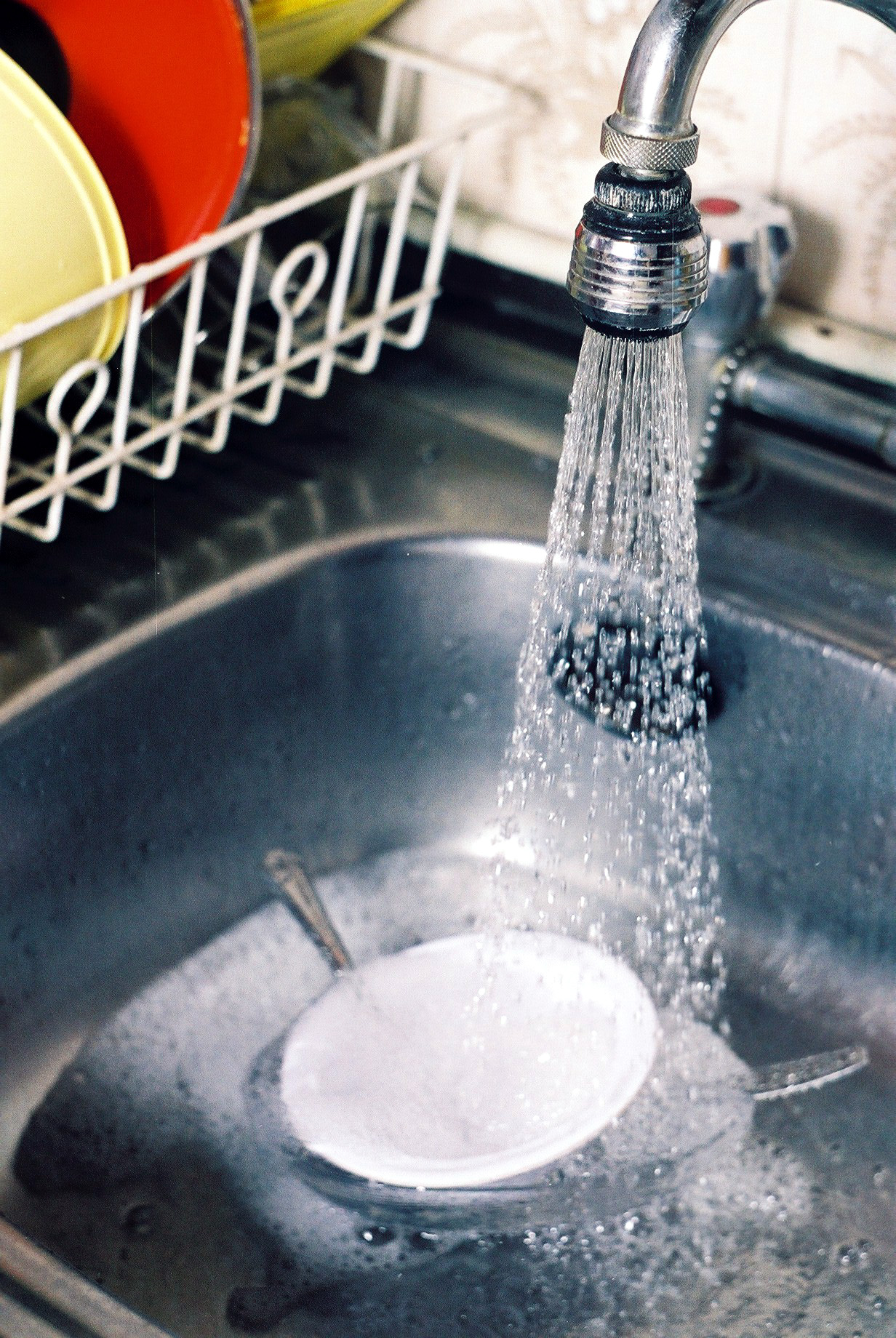
Fregadero de acero inoxidable hecho por la clase obrera

Retrato de la clase obrera u obra de la clase obrera, también conocida como la British realist tradition, y en inglés como kitchen sink realism, es un movimiento cultural británico que se desarrolló a finales de los años 1950 y principio de los 1960 en teatro, arte, novelas, películas, y juegos televisivos, cuyos protagonistas por lo general son descritos como "jóvenes iracundos" (Angry Young Men) decepcionados con la sociedad moderna. Se utilizó un estilo de realismo social, que describió situaciones domésticas de los británicos de la clase obrera, que vivían en una habitación alquilada y reducida y pasaban el tiempo libre bebiendo en sucios pubs para analizar asuntos sociales y políticos polémicos desde el aborto hasta el sinhogarismo. El estilo áspero realista contrastó bruscamente con el escapismo de la generación anterior, conocido como "well-made plays".
Las películas, obras de teatro y novelas que emplean este estilo a menudo se ubican en las áreas industriales más pobres del Norte de Inglaterra y utilizan los acentos y la jerga que se escuchan en esas regiones. La película Siempre llueve un domingo (1947) es la precursora del género, y la obra de John OsborneMirar hacia atrás con ira (1956) es considerada como la primera del género. El áspero triángulo amoroso de Mirar hacia atrás con ira, por ejemplo, tiene lugar en una habitación estrecha de un apartamento en la región de las Tierras Medias en Inglaterra. En la obra de Shelagh Delaney de 1958, Un sabor a miel (que se convirtió en una película del mismo nombre en 1961), se trata de una adolescente escolar que tiene un romance con un marinero negro, queda embarazada y luego se muda con un conocido gay; se plantean temas como clases sociales, raza, género y orientación sexual. Las convenciones del género han continuado en la década de 2000, encontrando expresión en programas de televisión como Coronation Street y EastEnders .
En arte, "Escuela de Kitchen Sink" era un término que utilizó el crítico David Sylvester para describir a los pintores que retrataban escenas sociales de tipo realista de vida doméstica.

## Historia

### Antecedentes e influencias
El movimiento cultural estaba arraigado en los ideales del realismo social, un movimiento artístico, expresado en las artes visuales y otras realistas, que representa las actividades de la clase trabajadora . Muchos artistas que se suscribieron al realismo social fueron pintores con puntos de vista políticos socialistas. .[cita requerida] Si bien el movimiento tiene algunos puntos en común con el realismo socialista, otro estilo de realismo que era el "arte oficial" defendido por los gobiernos de la Unión Soviética y otros países del Bloque del Este, los dos tenían varias diferencias. Si bien el realismo social es un tipo de arte más amplio que representa realísticamente temas de interés social, realismo socialista se caracteriza por la representación glorificada de los valores socialistas, como la emancipación del proletariado, de una manera realista.
A diferencia del realismo socialista, el realismo social no es un arte oficial producido por, o bajo la supervisión del gobierno. Los personajes principales a menudo son " antihéroes " en lugar de ser parte de una clase para ser admirados, como en el realismo socialista.[cita requerida] Típicamente, los protagonistas en el realismo social están insatisfechos con sus vidas de clase trabajadora y con el mundo, en vez de ser trabajadores idealizados que son parte de una utopía socialista en el proceso de creación. Como tal, el realismo social permite más espacio para mostrar la subjetividad del autor. 
En parte, el realismo social se desarrolló como una reacción contra el romanticismo. [cita requerida] , que promovió conceptos elevados como la belleza y verdad inefables del arte y la música, e incluso los convirtió en ideales espirituales. Como tal, el realismo social se centró en las "realidades feas de la vida contemporánea y simpatizó con la gente de clase trabajadora, en particular con los pobres". (La cita es de George Shi, de la Universidad de Bellas Artes, Valencia).

## Orígenes del término
En el Reino Unido, el término "kitchen sink" (fregadero de cocina) se deriva de una pintura expresionista de John Bratby, que contenía la imagen de un fregadero de cocina. Bratby hizo varias pinturas con temas de cocina y baño, incluyendo tres pinturas de retretes. Las pinturas de Bratby sobre personas a menudo describían los rostros de sus súbditos como desesperados y antiestéticos. Los artistas del realismo de estilo "kitchen sink" pintaron objetos cotidianos, como botes de basura y botellas de cerveza. El crítico David Sylvester escribió un artículo en 1954 sobre las tendencias del arte inglés reciente, y calificó su artículo "The Kitchen Sink" en referencia a la fotografía de Bratby. Sylvester argumentó que había un nuevo interés entre los pintores jóvenes en las escenas domésticas, con énfasis en la banalidad de la vida. Otros artistas asociados con el estilo "kitchen sink" (fregadero de cocina) incluyen Derrick Greaves, Edward Middleditch y Smith (artist) Jack Smith. 

## 1950-1960
Antes de la década de 1950, la clase obrera del Reino Unido a menudo se representaba de forma estereotipada en las comedias de salón de Noël Coward y en las películas británicas. El realismo "Kitchen-sink" también se vio en oposición a la "well-made play ", del tipo que el crítico teatral Kenneth Tynan una vez denunció como ambientado en " Loamshire ", de dramaturgos como Terence Rattigan. Las "well-made plays" fueron un género dramático del teatro del siglo XIX que encontró su codificación de principios del siglo XX en Gran Bretaña en la forma de William Archer 's Playmaking: A Manual of Craftmanship (1912), y en Estados Unidos con la técnica dramática de George Pierce Baker los "kitchen sink" fueron creados con la intención de cambiar todo eso. Sus opiniones políticas fueron inicialmente calificadas de radicales, a veces incluso de anárquicas. 
La obra Mirando Hacia Atrás con Ira de John Osborne  (1956) describió a los jóvenes de una manera similar a la del entonces contemporáneo movimiento de directores de cine y teatro Angry Young Men. Los "jóvenes enojados" eran un grupo de dramaturgos y novelistas británicos, en su mayoría trabajadores y de clase media, que se hicieron prominentes en la década de 1950. Tras el éxito de la obra de Osborne, la etiqueta los " jóvenes enojados" fue posteriormente aplicada por los medios británicos para describir a jóvenes escritores que se caracterizaron por una desilusión con la sociedad Británica tradicional. El héroe de Mirando hacia atrás con ira es un graduado, pero está trabajando en una ocupación manual. Se ocupó de la alienación social, la claustrofobia y las frustraciones de una vida provincial con bajos ingresos. 
El impacto de este trabajo inspiró a Arnold Wesker y Shelagh Delaney, entre muchos otros, a escribir sus propias obras. La English Stage Company en el Royal Court Theatre, dirigida por George Devine y Theatre Workshop organizada por Joan Littlewood,  fueron particularmente prominentes en hacer llegar estas obras a la atención pública. El crítico John Heilpern escribió que Mirar hacia Atrás con ira expresó tal "inmensidad de sentimiento y odio de clase" que alteró el curso del teatro inglés. El término "teatro enojado" fue acuñado por el crítico John Russell Taylor .
Todo esto formaba parte de la New Wave británica, una transposición del noveno veloz movimiento cinematográfico en Francia, algunas de cuyas obras, como The 400 Blows de 1959, también enfatizaron las vidas del proletariado urbano. Cineastas británicos como Tony Richardson y Lindsay Anderson (ver también Free Cinema ) canalizaron su furia vitriólica hacia la realización de películas. Las películas de confrontación como Saturday Night and Sunday Morning (1960) y Un sabor a miel (1961) fueron películas notables en el género. Saturday Night y Saturday Morning  se trata de un joven maquinista que gasta su salario los fines de semana en beber y pasar un buen rato, hasta que su relación con una mujer casada hace que se quede embarazada y que su marido lo golpee hasta el punto de hospitalizarlo. Un sabor a miel es sobre una alumna de 17 años con una madre abusiva y alcohólica. La colegiala comienza una relación con un marino negro y queda embarazada. Después de que el marinero se va en su barco, Jo se muda con un conocido homosexual, Geoffrey, quien asume el papel de padre sustituto. Un sabor a miel plantea los problemas de clase, raza, género y orientación sexual. 
Más tarde, cuando muchos de estos escritores y directores se diversificaron, el realismo de la clase trabajadora fue retomado por los directores de televisión que producían obras de televisión . El sencillo play era entonces un elemento básico del medio, y Armchair Theatre (1956–68), producido por el contratista de la ITV ABC, The Wednesday Play (1964–70) y Play for Today (1970–84), ambas series de la BBC, contenía muchas obras de este tipo. La obra televisiva de Jeremy Sandford, Cathy Come Home (1966, dirigida por Ken Loach para The Wednesday Play slot), por ejemplo, abordó el tema de la falta de vivienda, en aquel entonces estigmatizado. 
El realismo de la clase trabajadora también se usó en las novelas de Stan Barstow, John Braine, Alan Sillitoe y otros.

## La marca registrada deretrato de la clase trabajadora.
Hay temas recurrentes dentro de estas obras y películas. Tienen algo de mal humor dentro de la historia, mostrando el lado más áspero de la vida. Hay representaciones realistas del embarazo, el aborto y el aborto espontáneo, y el embarazo fuera del matrimonio, especialmente en Alfie y Georgy Girl .Siempre hay un entorno de la clase trabajadora, y más a menudo se ve una inclinación política hacia la izquierda, especialmente en La noche del sábado y el domingo por la mañana y Mira hacia atrás con ira . Hay frecuentes disputas domésticas en todas las películas de esta categoría. 
Los personajes a menudo tienen acentos terrosos como Lancashire y cockney . La película o la obra no encajarían mejor en otro género como Thriller, Horror, Crime drama o Film Noir . Hay un enfoque frecuente en los asuntos extramaritales y los problemas sociales que se derivan de ellos. 

## Temas tabú
Las películas dramáticas de  "la clase obrera" abordan temas tabúes contemporáneos, como la homosexualidad, que fue ilegal en el Reino Unido hasta 1967, el aborto que también fue ilegal en el Reino Unido hasta 1967, mujeres solteras embarazadas y asuntos extramatrimoniales. 
La película Alfie describe gráficamente las consecuencias de un aborto ilegal, la mujer en cuestión tiene un dolor terrible y está agotada por el procedimiento. La obra Up the Junction muestra algo similar en 1965. El sábado por la noche y el domingo por la mañana hay un intento de realizar un aborto callejero que falla. 
La homosexualidad se discute en Un sabor a miel, donde el personaje masculino principal es gay, y se retrata, con cierta simpatía, en Leather boys . Ambas películas se hicieron antes de la legalización de la homosexualidad en el Reino Unido. 
Un sabor a miel también retrata un asunto marital adicional y una mujer embarazada soltera. El personaje de Joe sufre depresión por esta situación y su madre la regaña por quedar embarazada. En ese sentido, era un tabú fuerte tener un bebé fuera del matrimonio. 

## Lista de películas
- Mirar hacia atrás en la ira (1959)
- Habitación en la cima (1959)
- Sábado por la noche y domingo por la mañana (1960)
- El animador (1960)
- Un sabor a miel (1961)
- Una especie de amor (1962)
- La habitación en forma de L (1962)
- La soledad del corredor de larga distancia (1962)
- Esta vida deportiva (1963)
- Billy Liar (1963)
- Los gorriones no pueden cantar (1963)[10]
- Los chicos de cuero (1964)
- Esta es mi calle (1964)
- Alfie (1966)
- Georgy Girl (1966)[11]
- El camino de la familia (1966)
- Vaca pobre (1967)
- Up the Junction (1968)
- Kes (1969)
- Rana toro de Bronco (1969)[12]
- Primavera y vino de Oporto (1970)

## Lista de obras
- Mirada Atrás En Rabia (1956)
- Mi Carne, Mi Sangre (juego Radiofónico, 1957)
- Un Gusto De Miel (1958)
- Sparrers No puede Cantar (1960)
- Alfie (1963)
- Arriba del Cruce (juego de televisión, 1965)
- Cathy Viene Casa (juego de televisión, 1966)